# Proximum
Das Proximum (oder auch Bestapproximation) ist ein vor allem in der numerischen Mathematik verwendeter Begriff aus der Theorie der metrischen Räume. Das Proximum zu einem Punkt {\displaystyle x} innerhalb einer {\displaystyle x} nicht enthaltenden Menge {\displaystyle Y} ist derjenige Punkt aus {\displaystyle Y}, der zu {\displaystyle x} den geringsten Abstand hat.

## Definition
Sei {\displaystyle (X,d)} ein metrischer Raum, {\displaystyle Y\subset X} eine Teilmenge und {\displaystyle x\in X} beliebig. Der Abstand des Elements {\displaystyle x} zur Teilmenge {\displaystyle Y} wird mittels der Distanzfunktion {\displaystyle \operatorname {dist} } definiert durch
{\displaystyle \operatorname {dist} (x,Y):=\inf _{y\in Y}d(x,y)\,.}
Existiert nun ein {\displaystyle p\in Y} mit:
{\displaystyle d(x,p)=\operatorname {dist} (x,Y)\,}
so nennt man {\displaystyle p} Proximum oder Bestapproximation zu {\displaystyle x} in {\displaystyle Y}.
Wenn ein Proximum existiert, so muss es nicht eindeutig sein.
Üblicherweise hat man es in der Approximationstheorie mit einem normierten Raum {\displaystyle (X,\lVert \cdot \rVert )} zu tun. Ein Proximum {\displaystyle p} zu {\displaystyle x\in X} in {\displaystyle Y\subset X} ist dann – falls existent – charakterisiert durch die Gleichung
{\displaystyle \lVert x-p\rVert =\inf _{y\in Y}\lVert x-y\rVert }

## Zur Existenz eines Proximums
- Sei {\displaystyle (X,d)\,} ein metrischer Raum. {\displaystyle A\subset X} sei eine kompakte Teilmenge. Dann hat jedes {\displaystyle x\in X} ein Proximum in {\displaystyle A}.

- Sei {\displaystyle (X,\lVert \cdot \rVert )} ein normierter Raum. {\displaystyle V\subset X} sei ein endlichdimensionaler Teilraum und {\displaystyle Y\subset V} eine abgeschlossene Teilmenge. Dann hat jedes {\displaystyle x\in X} ein Proximum in {\displaystyle Y}.

## Eindeutigkeit des Proximums in Tschebyschow-Systemen
Sei {\displaystyle f\in C[a,b],U\subset C[a,b]} ein Tschebyschow-System. Dann ist das Proximum für {\displaystyle f} aus {\displaystyle U} eindeutig bestimmt.
Sei  {\displaystyle U} ein endlichdimensionaler Unterraum von {\displaystyle C[a,b]}. Ist für jedes {\displaystyle f\in C[a,b]} das Proximum aus {\displaystyle U} eindeutig bestimmt, dann ist {\displaystyle U} ein Tschebyschow-System.

## Alternanten-Kriterium in Tschebyschow-Systemen
Sei {\displaystyle f\in C[a,b],U\subset C[a,b]} ein {\displaystyle n}-dimensionales Tschebyschow-System. {\displaystyle u_{0}\in U} ist genau dann ein Proximum für {\displaystyle f} aus {\displaystyle U}, wenn es {\displaystyle n+1} Stellen {\displaystyle x_{i}} mit {\displaystyle a\leq x_{0}<x_{1}<\cdots <x_{n}\leq b} gibt, so dass 
- {\displaystyle |f(x_{i})-u_{0}(x_{i})|=\max _{x\in [a,\,b]}|f(x)-u_{0}(x)|}, {\displaystyle i=0,\ldots ,n}  (Extremalpunkt)
- {\displaystyle \operatorname {sign} \left(f(x_{i-1})-u_{0}(x_{i-1})\right)=-\operatorname {sign} (f(x_{i})-u_{0}(x_{i}))}, {\displaystyle i=1,\ldots ,n} (alternierend)

Dies folgt aus dem Kolmogorow-Kriterium aus der Approximationstheorie. Auf diesem Kriterium basiert der Remez-Algorithmus zur numerischen Bestimmung des Proximums in Tschebyschow-Systemen.

## Proximum im Hilbertraum
Ist {\displaystyle X} ein Hilbertraum und {\displaystyle Y\subset X} eine abgeschlossene konvexe nichtleere Teilmenge, dann ist das Proximum eindeutig, das heißt, es existiert zu jedem {\displaystyle x\in X} genau ein {\displaystyle p\in Y} mit 
{\displaystyle \lVert x-p\rVert \leq \lVert x-y\rVert \,\,\forall \,y\in Y}.
Ist {\displaystyle Y} ein abgeschlossener Untervektorraum, so erhält man das Proximum {\displaystyle p} als Orthogonalprojektion von {\displaystyle x} auf {\displaystyle Y}.